# Jackson Murugara
Jackson Murugara IMC (* 7. April 1970 in Kamanyaki, Tharaka-Nithi County) ist ein kenianischer römisch-katholischer Ordensgeistlicher und Koadjutorbischof von Meru.

## Leben
Jackson Murugara trat der Ordensgemeinschaft der Consolata-Missionare bei und studierte Philosophie am philosophischen Institut seines Ordens in Nairobi. Nach dem Theologiestudium am Missionary Institute legte er am 18. November 2000 die ewige Profess ab. Am 15. August 2001 empfing er das Sakrament der Priesterweihe.
Nach der Priesterweihe war er zunächst in der Pfarrseelsorge tätig und anschließend von 2003 bis 2009 am Consolata Seminary in Nairobi Ausbilder der Postulanten. Nach weiteren Studien erwarb er 2011 an der Päpstlichen Fakultät Teresianum in Rom das Lizenziat in spiritueller Theologie. Von 2011 bis 2018 leitete er die Pastoralzentren Bethany House und Charity Home im Bistum Muranga. Seither war er Pfarrer und Rektor des Heiligtums der Consolata-Missionare in Nairobi.
Papst Franziskus ernannte ihn am 16. Januar 2025 zum Koadjutorbischof von Meru. Der Apostolische Nuntius in Kenia, Erzbischof Hubertus van Megen, spendete ihm am 19. März desselben Jahres im Kinoru-Stadion vom Meru die Bischofsweihe. Mitkonsekratoren waren der Erzbischof von Nairobi, Philip Arnold Subira Anyolo, und der Bischof von Meru, Salesius Mugambi.